# Ho Ho Ho…
『Ho Ho Ho…』（ホゥ ホゥ ホゥ）は、近藤真彦の33作目のシングル。1990年7月12日に発売された。発売元はCBS/SONY RECORDS。

## 収録曲
1. Ho Ho Ho…
作詞：工藤哲雄／作曲：かまやつひろし／編曲：鈴木智文
2. パワー・オブ・ウーマン
作詞：森浩美／作曲：歌川和彦／編曲：白井良明